# CondoSat
 (mai 2025).
Un CondoSat est un satellite qui prend en charge des charges utiles de différents opérateurs sur une même plateforme spatiale.
Un condosat est conçu pour transporter plusieurs charges utiles provenant de clients qui ne souhaitent pas assumer directement la responsabilité des opérations satellitaires. Le nom provient de l'immobilier en copropriété ("Condominium Satellite"). Ils représentent une variante du concept de charge utile hébergée, dans lequel un opérateur permet à un satellite d'accueillir des charges utiles de plusieurs parties tout en assurant de manière centralisée les exigences de leurs opérations en orbite.